# Gentiana pannonica
Gentiana pannonica är en gentianaväxtart som beskrevs av Giovanni Antonio Scopoli. Gentiana pannonica ingår i släktet gentianor, och familjen gentianaväxter. Inga underarter finns listade i Catalogue of Life.